# 湖邊凶殺案
《湖邊凶殺案》是日本作家東野圭吾的長篇推理小說。2002年由實業之日本社發行了單行本，2004年發行新書版，2006年由文藝春秋發行了文庫版。2013年天津人民出版社改版發行更名《湖畔殺人事件》。
本作是繼《秘密》、《綁架遊戲》之後第三部被拍成電影的東野圭吾的小說。由青山真治執導，於2005年上映，小說原名（湖邊）在日本上映時更改片名（湖邊凶殺案）。故事講述在姬神湖畔別墅渡假的四個家庭，當遇上突發的殺人事件時，四個家庭該如何解決。

## 出版書籍
| 出版社         | 出版日期       | 格式   | 頁數  | ISBN                   | 譯者   |
| -------------- | -------------- | ------ | ----- | ---------------------- | ------ |
| 實業之日本社   | 2002年3月16日  | 單行本 | 244頁 | ISBN 978-4-40-853413-8 | 不適用 |
| 德国           | 2003年1月1日   | 精裝書 | 182頁 | ISBN 978-398-090220-5  |        |
| 商周出版社     | 2004年9月21日  | 平裝書 | 232頁 | ISBN 978-986-124-261-3 | 張秋明 |
| 實業之日本社   | 2004年11月15日 | 單行本 | 272頁 | ISBN 978-4-40-853464-0 | 不適用 |
| 朝鮮 (地區)    | 2005年8月31日  | 平裝書 | 240頁 | ISBN 978-899-120745-5  |        |
| 文藝春秋       | 2006年2月      | 文庫本 | 278頁 | ISBN 978-4-16-711010-9 | 不適用 |
| JBOOK          | 2006年7月      | 平裝書 | 188頁 | ISBN 978-974-996638-9  |        |
| 獨步文化       | 2006年9月28日  | 平裝書 | 232頁 | ISBN 978-986-695-420-7 | 陳岳夫 |
| Dalai Editore  | 2007年1月1日   | 精裝書 | 270頁 | ISBN 978-886-073191-3  |        |
| 南海出版公司   | 2007年11月     | 平裝書 | 206頁 | ISBN 978-754-432181-5  | 趙博   |
| 天津人民出版社 | 2013年3月      | 平裝書 | 240頁 | ISBN 978-720-107881-6  | 沈楊   |
| 皇冠文化       | 2025年1月      | 平裝書 | 272頁 | ISBN 978-957-334237-3  | 王蘊潔 |

### 改編漫畫
本書由漫畫家日下部拓海改編成漫畫，於2009年實業之日本社的漫畫期刊發表，標題為《東野圭吾ミステリー スペシャル》。
| 標題       | 期刊           | 出版日期      | 書籍編碼            |
| ---------- | -------------- | ------------- | ------------------- |
| 湖邊凶殺案 | Man Sun Comics | 2009年1月29日 | ISBN 978-4408414065 |

## 書籍評價
- 2003年 「這本推理小說真厲害！」　第28名
- 2003年 「本格推理小說 Best 10」　第16名[1]

## 故事簡介
為了通過名門中學的入學考試，為進行孩子的補習合宿，四個家庭和一個家庭老師齊聚在湖邊的別墅。並木俊介雖然對這次的合宿有疑問，但依然隨後趕赴別墅，在人前和妻子美菜子扮成關係要好的夫妻。當晚俊介的情婦高階英里子不請自來，俊介暗中和英里子約好晚上在外相會，但英里子卻沒有出現。俊介回到別墅發現英里子在自己房裡被殺，兇手竟是美菜子。為了不讓這次的事件影響孩子們的入學考試準備，眾人決定將屍體沉入湖里。之後，俊介發現這幾個家庭之間隱藏著一個不為人知的秘密……。

## 登場人物
並木 俊介（Namiki Shunsuke）
藝術總監，和妻子感情不和，和英里子有染。最後一個來到別墅，不料不請自來的情婦英里子晚上被殺，迫不得已下唯有答應把殺人事件掩蓋。
並木 美菜子（Namiki Minako）
俊介的妻子，有一個拖油瓶的孩子章太。比丈夫先一步帶著孩子章太來到別墅。錯手殺害了英里子。
高階 英里子（Takashina Eriko）
俊介的情婦。不請自來的她來到姬神湖別墅後，當晚被殺。屍體被眾人投入湖中。
藤間 智晴（Fujima Tomoharu）
藤間醫院的院長。沉著冷靜，有領導風範。發生殺人事件後，為顧全大局，提出把屍體沉入湖里掩蓋事件。
藤間 一枝（Fujima Kazue）
藤間的妻子，和丈夫生有一子直人。為孩子們的補習合宿提供別墅。
關谷 孝史（Sekiya Takashi）
和妻子靖子和兒子晴樹一起來到補習合宿，發生殺人事件後協助掩蓋事件。
關谷 靖子（Sekiya Yasuko）
關谷的妻子。
坂崎 洋太郎（Sakazaki Youtarou）
和妻子君子和兒子拓也一起來到補習合宿，一開始不同意和其他家庭合作埋屍，但在藤間力說後同意加入。
坂崎 君子（Sakazaki Kimiko）
坂崎的妻子，體弱多病。
津久見 勝（Tsukumi Shou）
孩子們的補習老師，似乎對家長們的所作所為毫不知情……
並木 章太（Namiki Shouta）
俊介和美菜子的孩子，不過和俊介無血緣關係。
藤間 直人（Fujima Naoto）
藤間夫婦的兒子。
關谷 晴樹（Sekiya Haruki）
關谷夫婦的兒子。
坂崎 拓也（Sakazaki Takuya）
坂崎夫婦的兒子。

## 電影
2005年1月22日於日本上映，導演是青山真治，主演有役所廣司、藥師丸博子等。

### 主演
- 並木俊介：役所廣司
- 並木美菜子：藥師丸博子
- 藤間智晴：柄本明
- 關谷孝史：鶴見辰吾
- 關谷靖子：杉田薰（日语：杉田かおる）
- 藤間一枝：黑田福美（日语：黒田福美）
- 高階英里子：真野裕子（日语：眞野裕子）
- 津久見勝：豐川悦司
- 並木舞華：牧野有紗
- 藤間直人：村田將平
- 關谷拓也：馬場誠

### 製作人員
- 原作：東野圭吾「湖邊凶殺案」（文藝春秋文庫刊）
- 製作人：龜山千廣、宅間秋史、小岩井宏悦、仙頭武則
- 導演：青山真治
- 劇本：青山真治、深澤正樹
- 攝影：田村正毅、池内義浩
- 音樂：長島寬幸

### 主題歌
- OP：Donovan（英语：Donovan）「Season of the Witch」
- ED：Meja（英语：Meja）「Simple Days ～ Walking The Distance」

## 外部連結
- （简体中文）豆瓣讀書：湖邊凶殺案 （页面存档备份，存于）
- （简体中文）卓越亞馬遜：湖邊凶殺案